# Isocubanita
La isocubanita és un mineral de la classe dels minerals sulfurs. Va ser anomenada així per ser un polimorf isomètric del mineral anomenat cubanita. També se la coneix com a isocalcopirita, tot i que és un sinònim molt poc usat.

## Característiques químiques
És un sulfur simple de ferro i coure, polimorf de la cubanita a partir de la qual es pot formar si s'escalfa a temperatures entre 200 i 270 °C. Amb freqüència porta impureses de zinc que li donen tonalitat marró.

## Formació i jaciments
Apareix com a mineral primari precipitat a partir de solucions salines a alta temperatura, cuinades sota l'aigua del mar a les xemeneies hidrotermals que existeixen a les dorsals centre-oceàniques.
Va ser descoberta l'any 1988 en una prospecció submarina a la placa de Juan de Fuca, en l'oceà Pacífic. S'han trobat dipòsits prop d'aquestes xemeneies en les dorsals oceàniques de l'est del Pacífic i a la mar Roja, en mescles amb altres sulfurs formats en el mateix ambient. També pot trobar-se en terra ferma en jaciments d'altres sulfurs metàl·lics d'origen hidrotermal.
Solen mostrar-se els seus cristalls amb intercreixement amb cristalls de calcopirita. És comú que aparegui associada a altres minerals com: pirrotina, pirita, esfalerita, wurtzita, anhidrita o la ja esmentada calcopirita.